# Казараван

## География
Село находится в Арагацотнская области Армении, примерно в десяти километрах от административного центра города Аштарак, по соседству с селом Парпи.

## Достопримечательности
В селе Казараван находится маленькая церковь, которая была построена жителем села, он неизвестен. Этот человек построил церковь в память о своей семье, члены которой погибли в результате трагической автоаварии. В живых остался только он один. Иногда по разным церковным событиям там собираются люди. Вид церкви хорошо сочетается со своим окружением.

### Выдающиеся уроженцы
В селе Казараван родился армянский историк V века Лазарь Парпеци, автор «Истории Армении», написанной в написал в 490—495 гг. Некоторые источники утверждают, что Казар Парпеци родился в селе Парпи, однако его родительский дом находился в селе Казараван.